# M621
Das M621 ist eine Maschinenkanone des französischen Waffenherstellers Nexter Systems im Kaliber 20 mm und findet zumeist Verwendung als Hubschrauber-, Schiffsbordwaffe oder als fernbedienbare Waffenplattform auf verschiedenen Schiffen und Landfahrzeugen, im Kampf gegen Boden- und Luftziele, als Feuerunterstützung sowie Gefechte im bebauten Gelände.

## Allgemeines

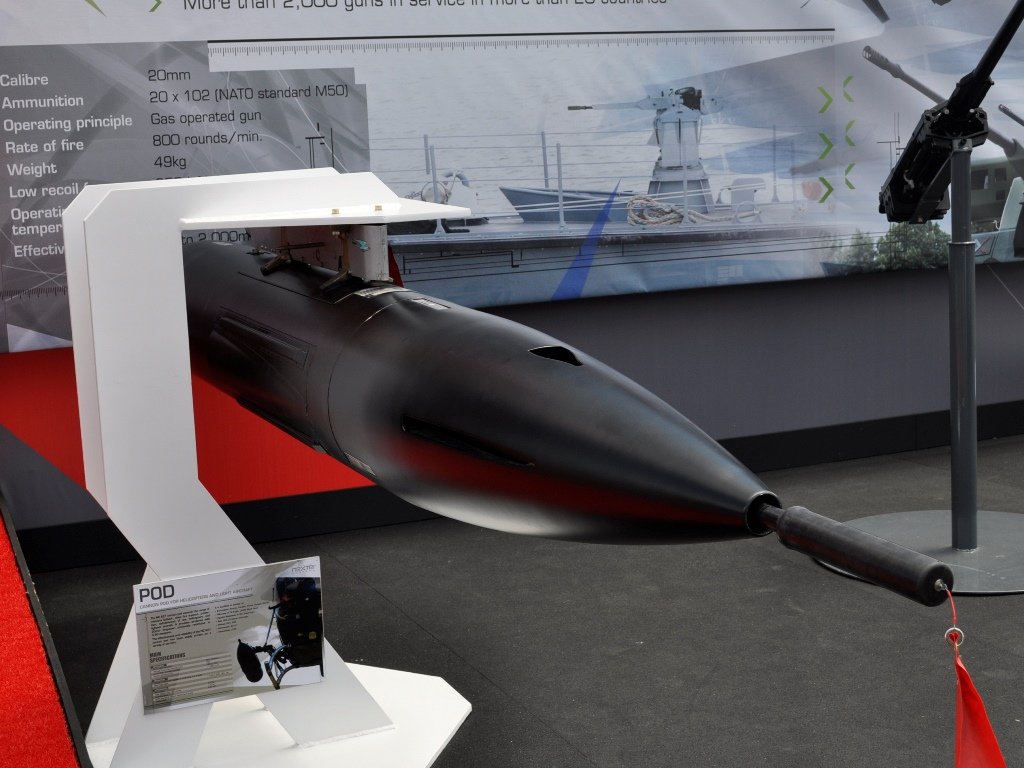
NC621 (M621 im Waffen-Pod)

Entwickelt wurde die Maschinenkanone noch vom Vorgängerunternehmen, der staatlichen Giat Industries (Groupement Industriel de l’Armement Terrestre). Der Hersteller Nexter bietet mehrere Varianten dieser Waffe an. Das Nexter P20 wird beispielsweise als Bewaffnung für leichte Militärfahrzeuge genutzt. Des Weiteren wird eine Variante bei der französischen Version des Eurocopter Tiger genutzt. Eine baugleiche Waffe als 30-mm-Version ist das GIAT 30.
Das Bundesamt für Ausrüstung, Informationstechnik und Nutzung der Bundeswehr hat im Jahr 2020 den Hersteller mit der Lieferung von sieben Waffensystemen beauftragt, um sie auf autonomen Gefechtsfahrzeugen zu erproben. Die Lieferung war für Juli/August 2020 geplant.

## Versionen
- 15A: Bordkanone für Schiffe
- ARX20: ferngesteuerte Waffenplattform
- CP20 (auch Nexter P20): lafettierte Version für Boote und Landfahrzeuge
- NARWHAL: ferngesteuerte Schiffskanone
- NC621: Version zur Unterflügelmontage im Waffen-Pod
- SH20: Version für einen Doorgunner
- THL20: Hubschrauber-Bordkanone